# Wołkowicze (obwód grodzieński)
Wołkowicze (biał. Ваўковічы; ros. Волковичи) – wieś na Białorusi, w obwodzie grodzieńskim, w rejonie nowogródzkim, w sielsowiecie Brolniki, przy drodze republikańskiej .
Dawniej wieś i folwark. W dwudziestoleciu międzywojennym leżały w Polsce, województwie nowogródzkim, w powiecie nowogródzkim.
We wsi znajdowała się drewniana cerkiew prawosławna pw. Zaśnięcia Matki Bożej z 1866 r., która została zburzona w 1964 r. Obecnie (XXI w.) działa tu kaplica domowa (nosząca to samo wezwanie, co dawna cerkiew), podlegająca parafii w Jatrze.
Na obrzeżach miejscowości znajduje się cmentarz wielowyznaniowy z murowaną czasownią prawosławną, odrestaurowaną w 2013 r. Drewniana cerkiew cmentarna uległa zniszczeniu w czasie II wojny światowej.